# Дискография Джонаса Блу
Джонас Блу — английский диджей, продюсер и ремиксер. Его дебютный студийный альбом Blue был выпущен в ноябре 2018 года и занял тридцать третье место в UK Albums Chart.

## Студийный альбом
| Название | Детали                                                                 | Высшая позиция в чартах | Высшая позиция в чартах | Высшая позиция в чартах | Высшая позиция в чартах | Высшая позиция в чартах | Сертификации |
| -------- | ---------------------------------------------------------------------- | ----------------------- | ----------------------- | ----------------------- | ----------------------- | ----------------------- | ------------ |
| Blue     | - Релиз: 14 июля 2017 - Лейбл: Positiva, Virgin EMI - Формат: загрузка | UK                      | AUS                     | CAN                     | NL                      | NZ                      | - BPI: Gold  |
| Blue     | - Релиз: 14 июля 2017 - Лейбл: Positiva, Virgin EMI - Формат: загрузка | 33                      | 50                      | 78                      | 78                      | 33                      | - BPI: Gold  |

## Альбомы-сборники
| Название                                     | Детали                                                                     |
| -------------------------------------------- | -------------------------------------------------------------------------- |
| Jonas Blue: Electronic Nature — The Mix 2017 | - Релиз: 14 июля 2017 - Лейбл: Universal Music Group - Формат: загрузка    |
| Est. 1989                                    | - Релиз: 11 декабря 2020 - Лейбл: Universal Music Japan - Формат: загрузка |

## Синглы
| «Fast Car» (совместно с Dakota)                                             | 2015 | 2  | 1  | 3  | 6  | 2  | 3  | 9  | 2  | 2  | 98 | - BPI: 2× Платина - ARIA: 4× Платина - BVMI: 3× Золото - GLF: 5× Платина - IFPI NOR: 2× Платина - RMNZ: 2× Платина - RIAA: Платина | Jonas Blue: Electronic Nature — The Mix 2017 |
| «Perfect Strangers» (совместно с JP Cooper)                                 | 2016 | 2  | 6  | 9  | 11 | 9  | 3  | 7  | 8  | 3  | —  | - BPI: Платина - ARIA: 2× Платина - BVMI: Золото - RMNZ: Платина - RIAA: Золото                                                    | Jonas Blue: Electronic Nature — The Mix 2017 |
| «By Your Side» (совместно с Raye)                                           | 2016 | 15 | 33 | 56 | —  | 45 | 35 | —  | —  | 94 | —  | - BPI: Золото | Jonas Blue: Electronic Nature — The Mix 2017 |
| «Mama» (совместно с William Singe)                                          | 2017 | 4  | 7  | 6  | 7  | 5  | 10 | 9  | 11 | 6  | —  | - BPI: Платина - ARIA: 2× Платина - BVMI: Золото - IFPI DEN: Золото - RMNZ: Золото                                                 | Jonas Blue: Electronic Nature — The Mix 2017 |
| «We Could Go Back» (совместно с Moelogo)                                    | 2017 | 74 | —  | —  | —  | —  | 51 | —  | —  | —  | —  | | Blue                                         |
| «Hearts Ain’t Gonna Lie» (совместно с Arlissa)                              | 2018 | —  | —  | —  | —  | —  | 49 | —  | —  | —  | —  | - BPI: Платина | Est. 1989                                    |
| «Alien» (совместно с Sabrina Carpenter)                                     | 2018 | —  | —  | —  | —  | —  | —  | —  | —  | —  | —  | | Blue                                         |
| «Rise» (при участии Jack & Jack)                                            | 2018 | 3  | 7  | 2  | 20 | 8  | 3  | 10 | 13 | 14 | —  | - BPI: Платина - ARIA: 4×: Платина - BVMI: Платина - RMNZ: Платина - RIAA: Золото                                                  | Blue                                         |
| «I See Love» (при участии Joe Jonas)                                        | 2018 | —  | —  | —  | —  | —  | —  | —  | —  | —  | —  | | Blue                                         |
| «Back & Forth» (совместно с MK & Becky Hill)                                | 2018 | 12 | —  | —  | —  | —  | —  | —  | —  | —  | —  | - BPI: Платина | Get to Know / Est. 1989                      |
| «Roll with Me» (совместно с Bantu при участии Shungudzo & ZieZie)           | 2018 | —  | —  | —  | —  | —  | —  | —  | —  | —  | —  | | Внеальбомный сингл                           |
| «Polaroid» (совместно с Liam Payne & Lennon Stella)                         | 2018 | 12 | —  | —  | —  | —  | 20 | —  | —  | —  | —  | - BPI: Платина | Blue                                         |
| «Wild» (при участии Chelcee Grimes, Tini & Jhay Cortez)                     | 2019 | —  | —  | —  | —  | —  | —  | —  | —  | —  | —  | | Blue                                         |
| «What I Like About You» (при участии Theresa Rex)                           | 2019 | —  | —  | —  | —  | —  | —  | —  | —  | —  | —  | - BPI: Платина | Blue (deluxe edition) / Est. 1989            |
| «Ritual» (совместно с Tiësto & Rita Ora)                                    | 2019 | 16 | —  | —  | —  | 93 | 89 | —  | —  | —  | —  | - BPI: Золото | Blue (deluxe edition) / Est. 1989            |
| «I Wanna Dance»                                                             | 2019 | 24 | —  | —  | —  | —  | 11 | —  | —  | 24 | —  | | Blue (deluxe edition) / Est. 1989            |
| «Younger» (совместно с Hrvy)                                                | 2019 | —  | —  | —  | —  | —  | —  | —  | —  | —  | —  | | Blue (deluxe edition) / Est. 1989            |
| «All Night Long» (совместно с RetroVision)                                  | 2019 | —  | —  | —  | —  | —  | —  | —  | —  | —  | —  | | Est. 1989                                    |
| «Billboard» (совместно с Tifa Chen)                                         | 2019 | —  | —  | —  | —  | —  | —  | —  | —  | —  | —  | | Est. 1989                                    |
| «Naked» (совместно с Max)                                                   | 2020 | —  | —  | —  | —  | —  | —  | —  | —  | —  | —  | | Est. 1989                                    |
| «Something Stupid» (совместно с Awa)                                        | 2020 | —  | —  | —  | —  | —  | —  | —  | —  | —  | —  | | Внеальбомные синглы                          |
| «Hear Me Say» (совместно с Léon)                                            | 2021 | 65 | —  | —  | —  | —  | —  | —  | —  | —  | —  | | Внеальбомные синглы                          |
| «Sad Boy» (совместно с R3hab при участии Ava Max & Kylie Cantrall)          | 2021 | —  | —  | —  | —  | —  | —  | —  | —  | —  | —  | | Внеальбомные синглы                          |
| «—» означает, что альбом не попал в чарт или не издавался в данном регионе. |      |    |    |    |    |    |    |    |    |    |    | |                                              |

### Ремиксы
- 2016: Birdy — Keeping Your Head Up (Jonas Blue Remix)
- 2016: Ellie Goulding — Still Falling For You (Jonas Blue Remix)
- 2017: Jasmine Thompson — Old Friends (Jonas Blue Remix)
- 2017: Zedd & Alessia Cara — Stay (Jonas Blue Remix)